# Таунсенд, Кэролайн, баронесса Гринвич
Кэролайн (Каролина) Таунсенд (англ. Caroline Townshend), урождённая Кэролайн Кэмпбелл (англ. Caroline Campbell), в первом браке — Кэролайн Скотт (англ. Caroline Scott; 17 ноября 1717 — 25 января 1794) — британская аристократка, 1-я баронесса Гринвич (в собственном праве) с 1767 года, старшая дочь Джона Кэмпбелла, 2-го герцога Аргайла и 1-го герцога Гринвичского, и Джейн Уорбертон. Хотя Кэролайн не могла унаследовать титулы отца, она получила часть принадлежавшей ему недвижимости, стоимость которой оценивается в 46 тысяч фунтов. 
В 1742 году отец выдал Кэролайн замуж за Фрэнсиса Скотта, графа Далкейта; при том что брак был заключён против воли девушки, он оказался достаточно удачным. Её муж умер в 1750 году от оспы, а через 5 лет она вышла замуж повторно — за британского политика Чарльза Таунсенда, для которого связи жены оказали существенное влияние на дальнейшую карьеру. Кроме того, он заботился о детях Кэролайн от первого брака, обеспечив им хорошее образование. В 1767 году король в качестве компенсации за то, что она не смогла унаследовать отцовский титул и не получила главные поместья Аргайлов, сделал её пэром Великобритании в собственном праве. В том же году Кэролайн повторно овдовела. Оставшиеся почти 30 лет жизни она прожила вдовой, заботясь о своей недвижимости, занимаясь семейными делами и наслаждаясь лондонским обществом.
При создании титула баронессы Гринвич было оговорено, что его могли унаследовать только сыновья, рождённые от второго брака. Однако они умерли раньше матери, не оставив мужского потомства, в результате после смерти Кэролайн титул угас.

## Происхождение
Кэролайн происходила из шотландского знатного рода Кэмпбеллов, первым документально подтверждённым представителем которого был живший в XIII веке сэр Гиллеспик (Арчимальд) Кэмпбелл. В XIV—XV веках благодаря поддержке короны Кэмпбеллы стали одной из самых влиятельных семей в Шотландии, занимавшей доминирующее положение в Аргайле и обладавшей властью в землях от Эдинбурга до Гебридских островов и западного нагорья. В XV веке представители рода получили титул графов Аргайл, а в 1701 году Арчибальд Кэмпбелл, 10-й граф Аргайл получил титул 1-го герцога Аргайла.
Старший сын и наследник 1-го герцога, Джон Кэмпбелл, 2-й герцог Аргайл (1680—1743) был известным военачальником и политиком. «The Scots Peerage» даёт ему следующую характеристику: «сердечный, откровенный, благородный, великодушный, но вспыльчивый, опрометчивый, честолюбивый, надменный и нетерпеливый к противоречиям». Какое-то время он командовал королевскими войсками в Шотландии; именно его действия во время восстания 1715 года предотвратили вторжение якобитов в центральную Шотландию. В 1719 году он получил титул герцога Гринвичского и стал главным управляющим королевского двора. Джон был дважды женат. Первый брак был бездетным. Второй женой герцога была Джейн Уорбертон (умерла в 1767), дочь Томаса Уорбертона из Виннингтона (Чешир). По происхождению она занимала гораздо более низкое положение, чем муж. Сначала Джейн была фрейлиной королевы Анны, позже в том же качестве служила принцессе Уэльской Каролине Бранденбург-Ансбахской, жене будущего короля Георга II. Во втором браке у герцога родилось 5 дочерей, из которых до совершеннолетия дожили 4. Старшей из них была Кэролайн.

## Молодые годы и первый брак

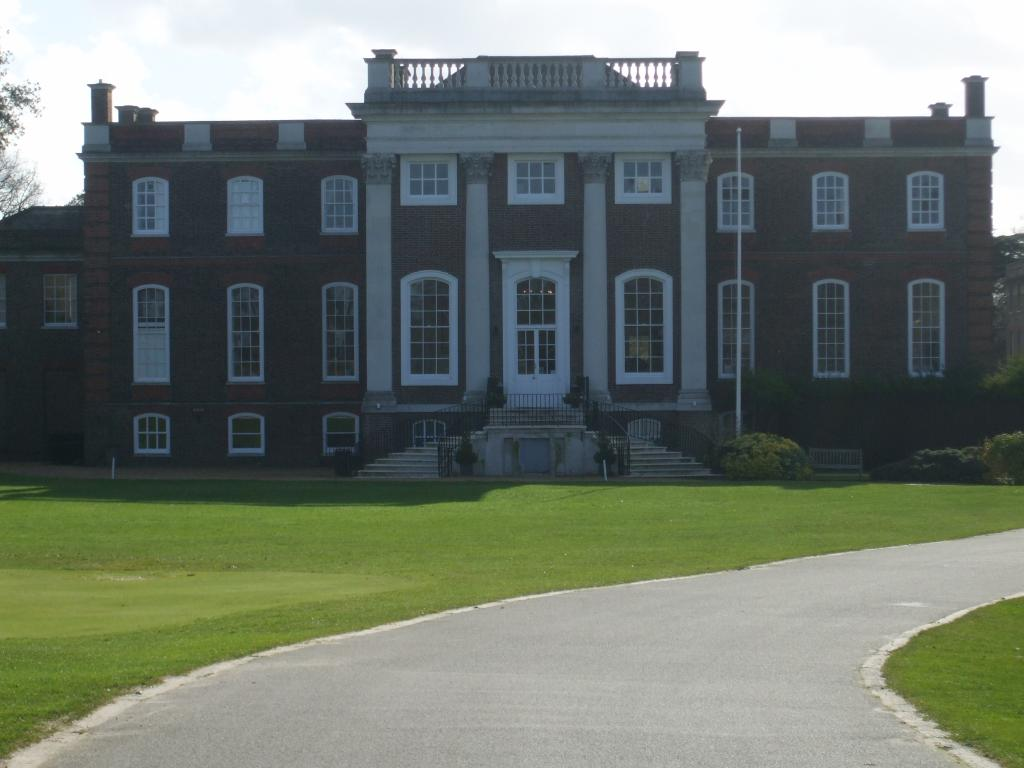
Садбрук — особняк, построенный Джоном Кэмпбеллом, 2-м герцогом Аргайлом, в котором прошло детство Кэролайн

Кэролайн родилась 17 ноября 1717 года в лондонском доме отца на Брутон-стрит, 27. Своё имя она получила в честь принцессы Уэльской, на службе у которой находилась её мать. Каждое лето семья проводила в шотландских поместьях герцога Аргайла, но большую часть года Кэролайн и её младшие сёстры воспитывались в Садбруке — элегантном особняке, который их отец построил на западной стороне Ричмонд-парка. Девочки жили в отдельном крыле, известном как «Дом юных дам», причём им разрешалось делать всё, что заблагорассудится. Поскольку у герцога так и не родилось сыновей, то к старшей из дочерей, Кэролайн, он относился как к своей наследнице. По воскресеньям она обедала с отцом. В остальное время сёстры были предоставлены сами себе и не сдерживали себя. В итоге современники прозвали их «Ревущими Кэмпбеллами» и «Кричащими сёстрами».
Кэролайн была достаточно привлекательной девушкой и считалась подходящей партией для брака. После того как она была представлена в лондонском обществе, у неё был непродолжительный роман с Джорджем Ли, лордом Куарендоном, наследником графа Личфилда. Тот считался весьма представительным молодым человеком, однако не был достаточно богатым, чтобы герцог одобрил его кандидатуру для брака с дочерью. В то же время появился гораздо более предпочтительный жених: Фрэнсис Скотт, 2-й герцог Баклю, решил, что девушка прекрасно подойдёт в качестве жены его старшему сыну и наследнику, Фрэнсису, графу Далкейту. В мае 1742 года оба герцога встретились и договорились о заключении брака между своими детьми. Герцог Баклю говорил, что «Лорд Далкейт очень любит эту даму, и я не сомневаюсь, что они будут очень счастливы вместе». Кэролайн слёзно просила отца не выдавать её замуж за наследника Баклю, а лорд Куарендон гневно восклицал, что его бросили. Но герцог Гринвичский был непреклонен. Свадьба состоялась 2 октября 1742 года в доме на Брутон-стрит.

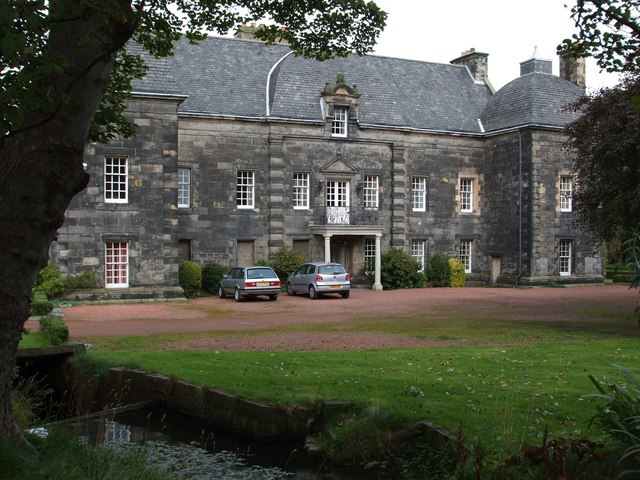
Кэролайн-парк — унаследованный Кэролайн от отца особняк, названный в её честь

Год спустя, 4 октября 1743 года, умер отец Кэролайн. Поскольку наследование принадлежавших Кэмпбеллам титулов могло происходить только по мужской линии, английские титулы герцога угасли, а шотландские унаследовал его младший брат Арчибальд. При этом Кэролайн унаследовала часть отцовских владений, в том числе Аддербери — большой особняк в Оксфордшире, построенный в XVII веке, и Кэролайн-парк в Грантоне (сейчас — часть Эдинбурга). Последний особняк первоначально назывался Ройстон-хаус, но когда герцог купил его в 1739 году, переименовал, назвав в честь старшей дочери.
Несмотря на обстоятельства, при которых Кэролайн была выдана замуж, брак оказался достаточно удачным. Хотя лорд Далкейт не был столь красив, как лорд Куарендон, он оказался достойным и искренним человеком и хорошим мужем. Супруги попеременно жили в Лондоне, Эддербери и шотландских владениях Кэролайн. В 1746 и 1747 годах лорд Далкейт был членом палаты общин от Боробриджа. В 1743 году у пары родилась дочь, названная Кэролайн в честь матери, позже родилось ещё четверо сыновей. Однако в 1750 году счастливая жизнь семьи закончилась: муж Кэролайн заразился оспой и 1 апреля умер в Эддбери. Кэролайн в это время была на 5 месяце беременности. 26 июля у неё родилась вторая дочь, Фрэнсис Скотт.

## Второй брак

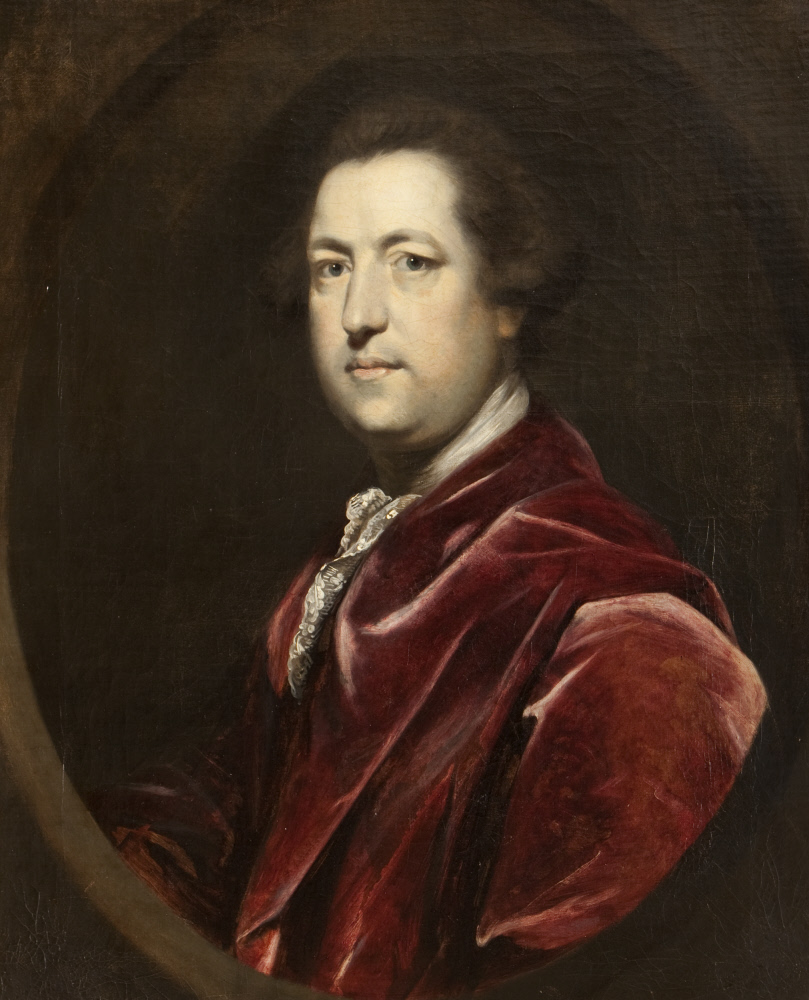
Чарльз Таунсенд, второй муж Кэролайн

Вдовой Кэролайн оставалась 5 лет. За это время умерли её старшие сын и дочь. Но она оставалась очень выгодной партией: её чистый доход составлял 3 тысячи фунтов; кроме того, она владела недвижимостью, стоимость которой оценивается в 46 тысяч фунтов. 
В 1755 году Кэролайн вышла замуж повторно, её избранником стал Чарльз Таунсенд, младший сын Чарльза, 3-го виконта Таунсенда. Брачная церемония состоялась 15 августа в Эддербери. 
Новый муж был на 8 лет младше Кэролайн. К тому моменту он уже был членом парламента от Грейт-Ямута. Сохранились разные отзывы о нём как о политике: одни описывали Чарльза как блестящего оратора, который был способен «опьянить палату общин своими остроумными неуместными высказываниями», другие — как «непревзойдённого своекорыстного политического инсайдера». Связи жены оказали существенное влияние на дальнейшую карьеру Таунсенда: с их помощью он смог стать членом адмиралтейства, во время Семилетней войны служил военным министром, а позже стал канцлером казначейства. Кроме того, Чарльз проявлял большой интерес к воспитанию детей жены, родившихся в её первом браке: двух сыновей, Генри и Кэмпбелла, он устроил в Итонский колледж, а позже их образованием занимался известный экономист и философ Адам Смит. Для дочери Фрэнсис (позже известной как леди Дуглас), к которой мать проявляла мало привязанности, он стал настоящей защитой от тирании матери и проявлял себя как «просвещённый наставник», оказав большое влияние на её раннее образование и развитие.
Во втором браке Кэролайн родила четверых детей. Первый ребёнок, дочь по имени Энн, родилась в 1756 году. Позже родилось трое сыновей.
В качестве компенсации за то, что Кэролайн не унаследовала титулы отца и не получила главные поместья Аргайлов, король сначала назначил её на должность смотрителя королевского Гринвичского парка, а 19 августа 1767 года сделал её пэром Великобритании, даровав ей титул баронессы Гринвич в собственном праве.
4 сентября 1767 года неожиданно умер муж Кэролайн, которому было всего 42 года. Оставшиеся почти 30 лет жизни она прожила вдовой, заботясь о своей недвижимости, занимаясь семейными делами и наслаждаясь лондонским обществом.

## Смерть и наследство
Кэролайн умерла в своём особняке Садбрук 11 января 1794 года. Её похоронили 25 января в семейном склепе Аргайлов в часовне Генриха VII в Вестминстерском аббатстве. 
При присвоении баронского титула было оговорено, что унаследован он может быть только по мужской линии потомками от второго брака. Двое сыновей от второго брака, Чарльз и Уильям, были армейскими офицерами и погибли при жизни матери, так и не успев вступить в брак. Ещё один сын умер ребёнком. В результате титул барона Гринвича угас.
Кэролайн пережили двое детей от первого брака: сын Генри Скотт, унаследовавший после смерти деда по линии отца титулы герцога Баклю и графа Далкейта, и дочь Фрэнсис Скотт, вышедшая замуж за Арчибальда Дугласа. Пережила мать и единственная дочь от второго брака — Энн Таунсенд.

## Браки и дети
1-й муж: с 2 октября 1742 года Фрэнсис Скотт (19 февраля 1721 — 1 апреля 1750), граф Далкейт, член палаты общин от Боробриджа с 1746—1747 годах. Дети:
- Кэролайн Скотт (1 октября 1743 — 10 декабря 1753)[15].
- Джон Скотт (14 января 1745 — 31 января 1749), лорд Скотт из Уиттчестера[15].
- Генри Скотт (2 сентября 1746 — 11 января 1812), 3-й герцог Баклю с 1751 года, 5-й герцог Куинсберри с 1810 года[13][16].
- Кэмпбелл Скотт (17 октября 1747 — 18 октября 1766)[15].
- Джеймс Скотт (1 марта 1748 — 17 января 1758)[15].
- Фрэнсис Скотт[англ.] (26 июля 1750 — 31 марта 1817); муж: с 13 мая 1783 Арчибальд Джеймс Эдвард Дуглас[англ.] (10 июля 1748 — 26 декабря 1827), 1-й барон Дуглас из Ланарка с 1790 года[17][11].

2-й муж: с 15 августа 1755 года Чарльз Таунсенд (27 августа 1725 — 4 сентября 1767), канцлер казначейства с 1766 года. Дети:
- Энн Таунсенд (29 июня 1756 — ?)[9]; 1-й муж: Джон Темпест[19]; 2-й муж: с 12 марта 1779 года Ричард Уилсон, член парламента от Барнстейпла (развод в 1798 году)[12].
- Томас Чарльз Таунсенд (22 июня 1758 — 28 октября 1782)[9][12][10].
- Уильям Джон Таунсенд (29 марта 1761 — 12 мая 1789)[9][12][10].
- сын[9][12].